# Museu de Luxor
El Museu de Luxor (àrab: متحف الأقصر, Matḥaf al-Uqṣur) és un museu arqueològic de Luxor, Egipte, dedicat a l'art egipci. Està situat a la riba dreta del Nil, a mig camí entre el temple de Luxor i els temples de Karnak. Es va inaugurar el 1975 i des del març de 2004 compta amb una superfície expositiva més gran gràcies a una ampliació.

## Història
El 1962 el Ministeri de Cultura egipci va donar a l'arquitecte Mahmud El Hakim la tasca de construir l'edifici per a un museu que acolliria les troballes procedents en gran part de l'antiga Tebes.
Les obres van començar l'any 1964 i van acabar l'any 1969. Mentrestant, entre 1972 i 1975 va continuar l'ordenació de la col·lecció. Finalment el museu es va inaugurar l'any 1975. Les obres d'ampliació posteriors es van acabar l'any 2004.

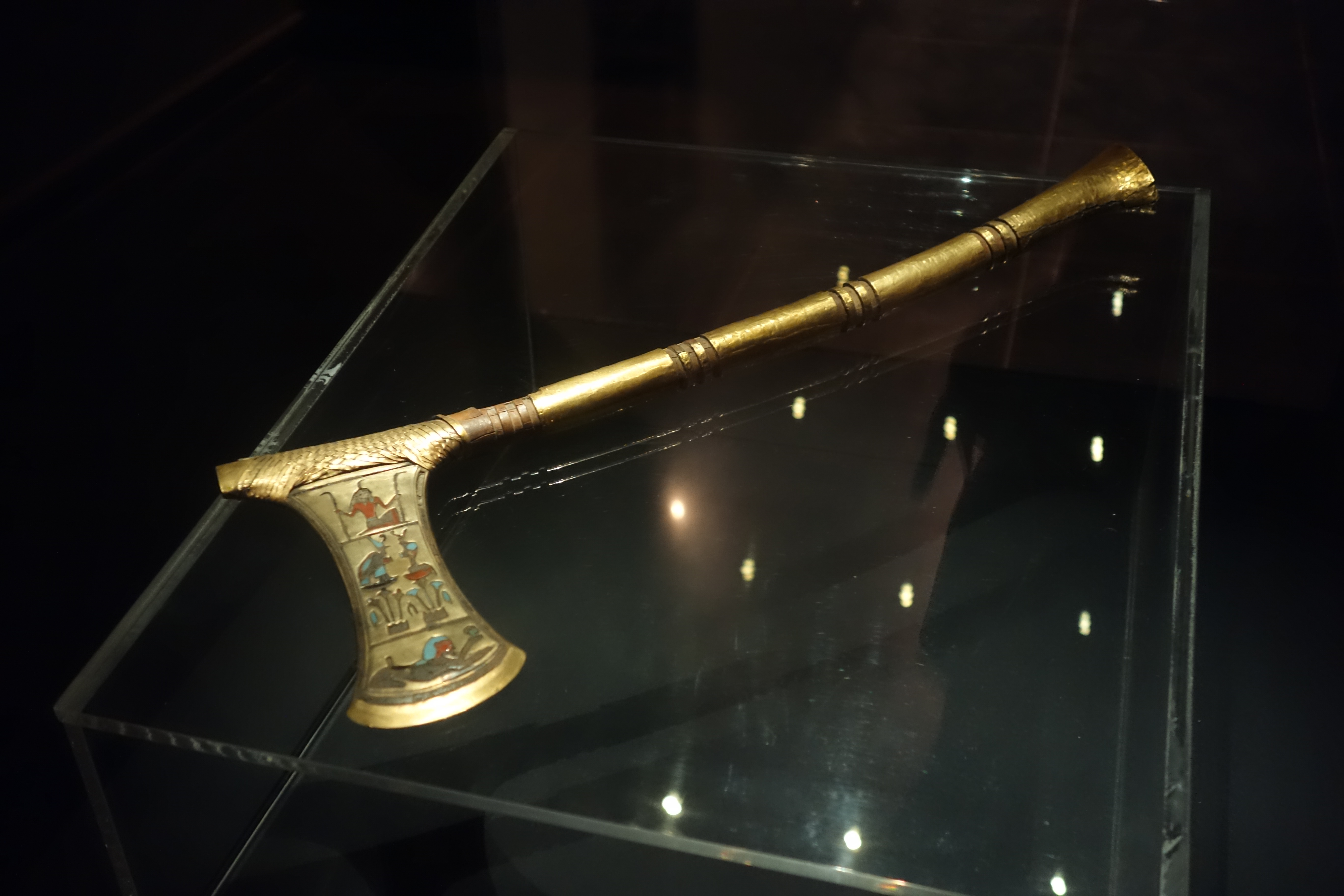
Destral cerimonial d'Ahmose I.

## Descripció
El Museu de Luxor es troba en un edifici de dues plantes i la col·lecció és, pel que fa al nombre de peces, més petita que la del Museu Egipci del Caire.
Entre les obres exposades hi ha alguns objectes trobats a l'interior de la tomba de Tutankamon, entre els quals hi ha estatuetes pintades que representen el faraó, dos uixebtis i l'escultura de fusta, originàriament coberta de guix, que representa el cap d'una vaca, símbol de la deessa Hathor. Les mòmies reials dels faraons Ahmose I i Ramsès I hi són exposades des de l'any 2004; anteriorment aquestes mòmies eren respectivament al Museu Egipci del Caire i al Museu de les Cascades del Niàgara.
Al soterrani del museu s'hi van col·locar vint-i-sis estàtues de l'Imperi Nou, trobades l'any 1989 en una fossa del temple de Luxor. Entre aquestes estàtues hi ha les assegudes de les deesses Hathor i Iunit, la d'un escriba assegut i unes danomenades Horemheb en presència d'Atum i Amenhotep III sobre un trineu processional, aquesta darrera d'aproximadament dos metres i mig d'alçada. Entre les altres estàtues exposades al museu hi ha les estàtues de granit rosa de Senusret III, Thutmosis III i també una estàtua d'Amenhotep III amb el deu cocodril Sobec.
Una part de la col·lecció ofereix la reconstrucció d'un dels murs del Gran Temple d'Aton, construït per Akhenaton, a Karnak. El seu edifici va ser enderrocat i uns 40.000 blocs utilitzats per omplir el novè piló de Karnak es van trobar a finals dels anys 60 i s'han tornat a muntar parcialment en aquest espai. Les escenes mostren Akhenaton, la seva dona Nefertiti i la vida del temple.

## Galeria

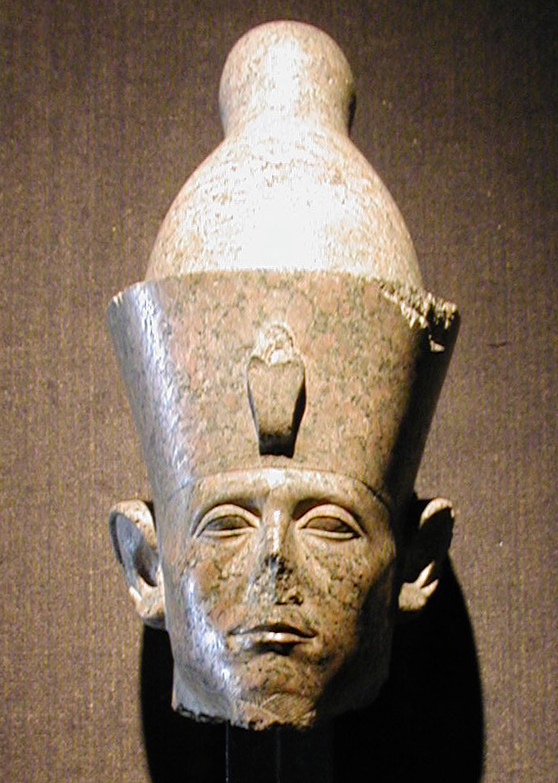
Cap d'una estàtua colossal de Senusret III.
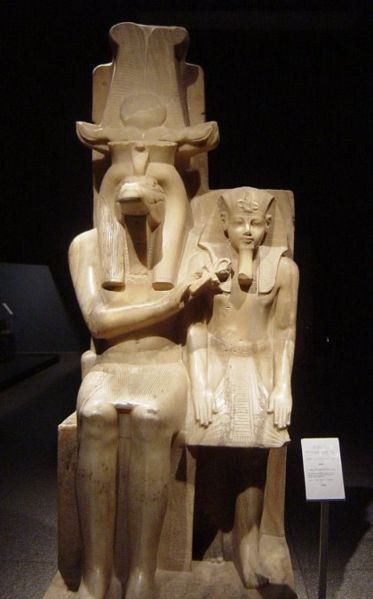
Amenhotep III i Sobec.
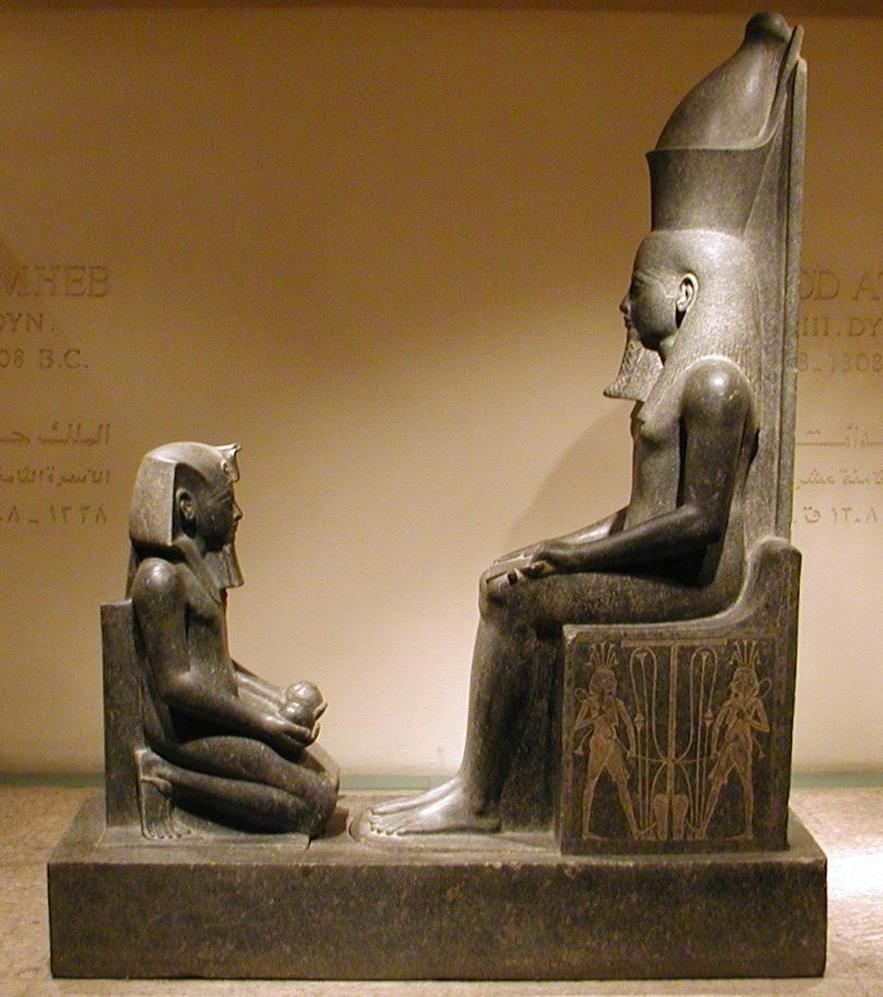
Horemheb en presència d'Atum.
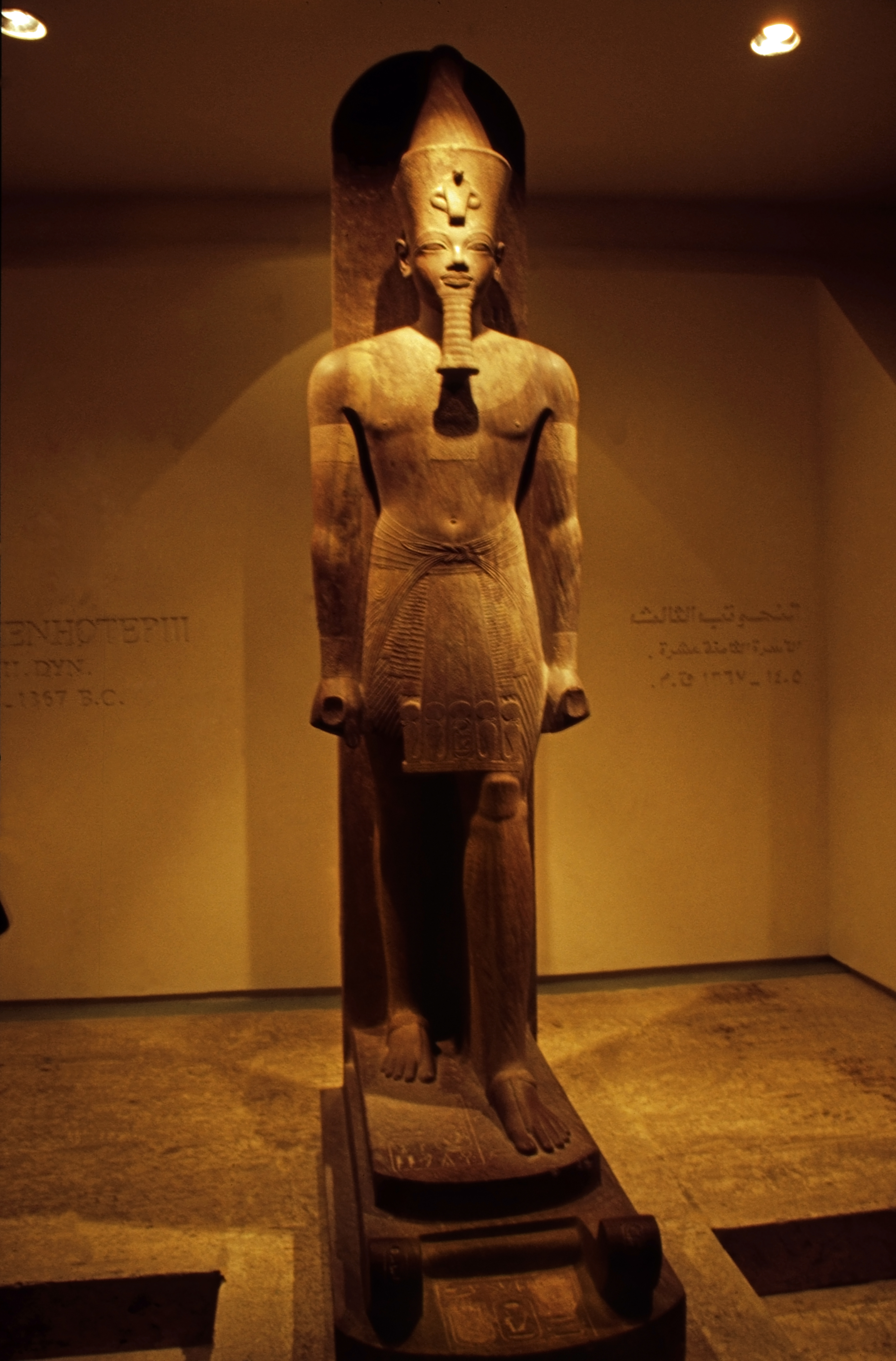
Amenhotep III sobre un trineu processional.
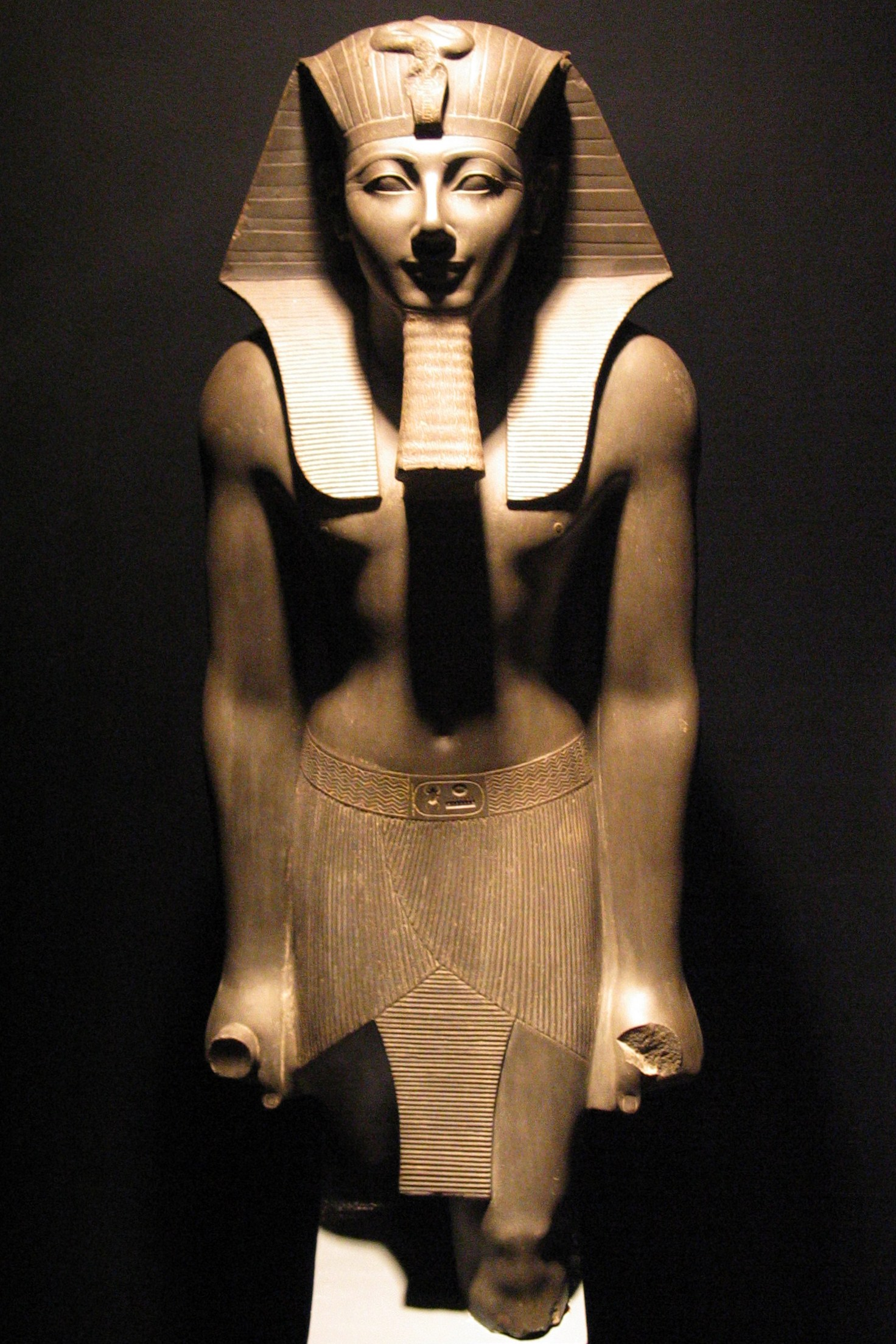
Estàtua de Thutmosis III.
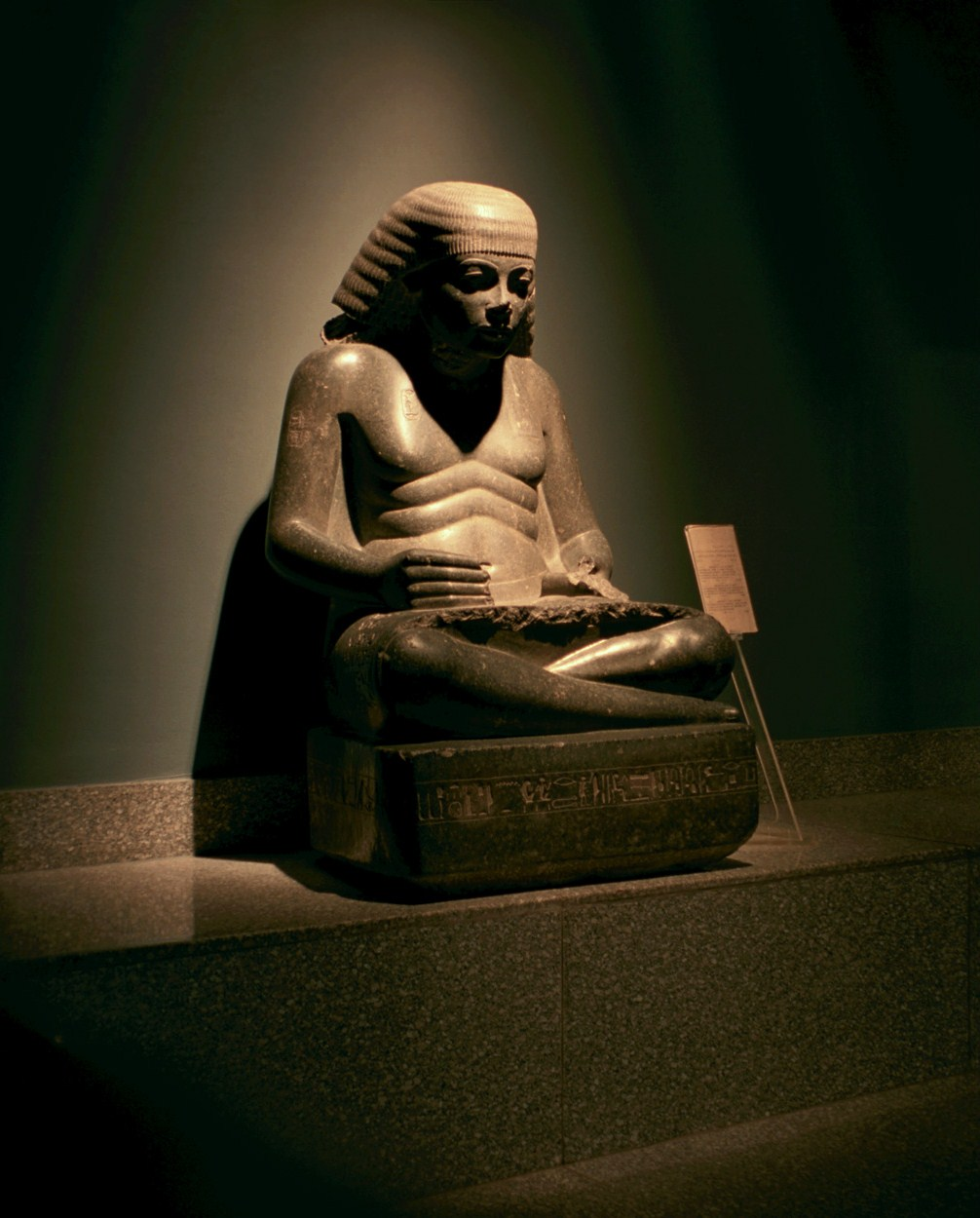
Escriba assegut representant el funcionari Amenhotep.
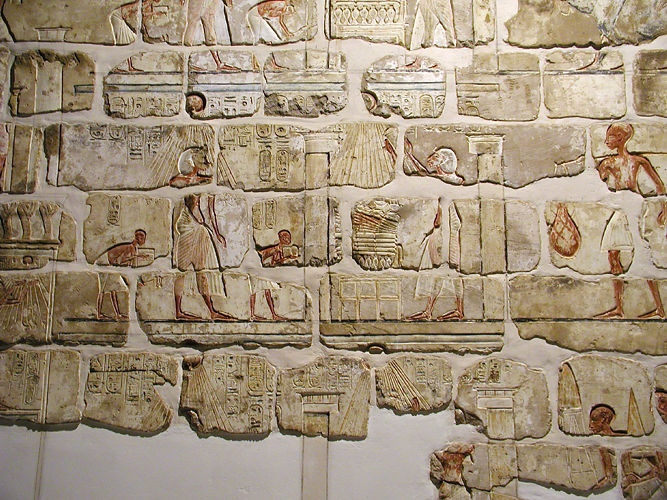
Reconstrucció del mur del Gran Temple d'Aton.
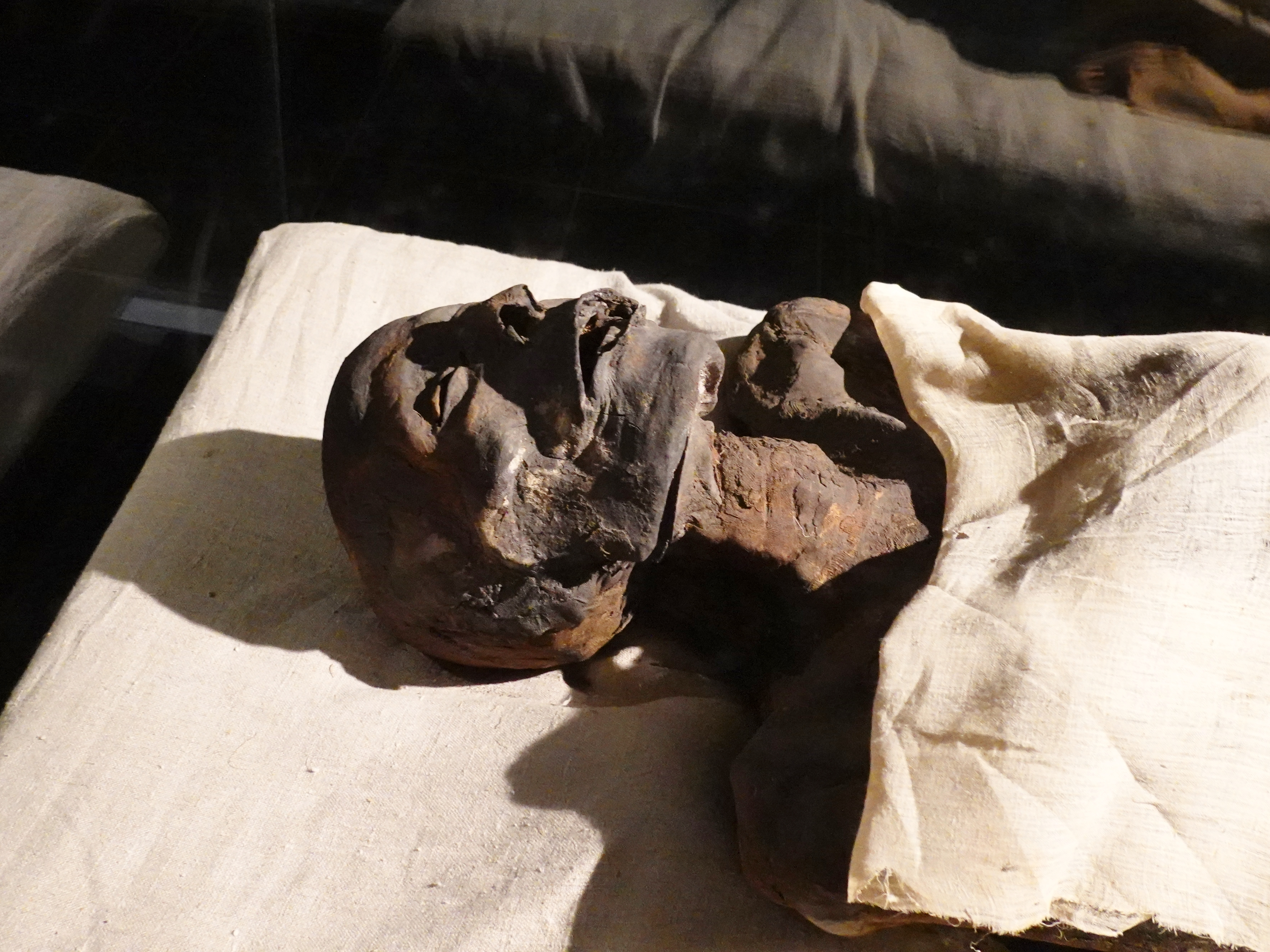
Mòmia de Ramsès I.
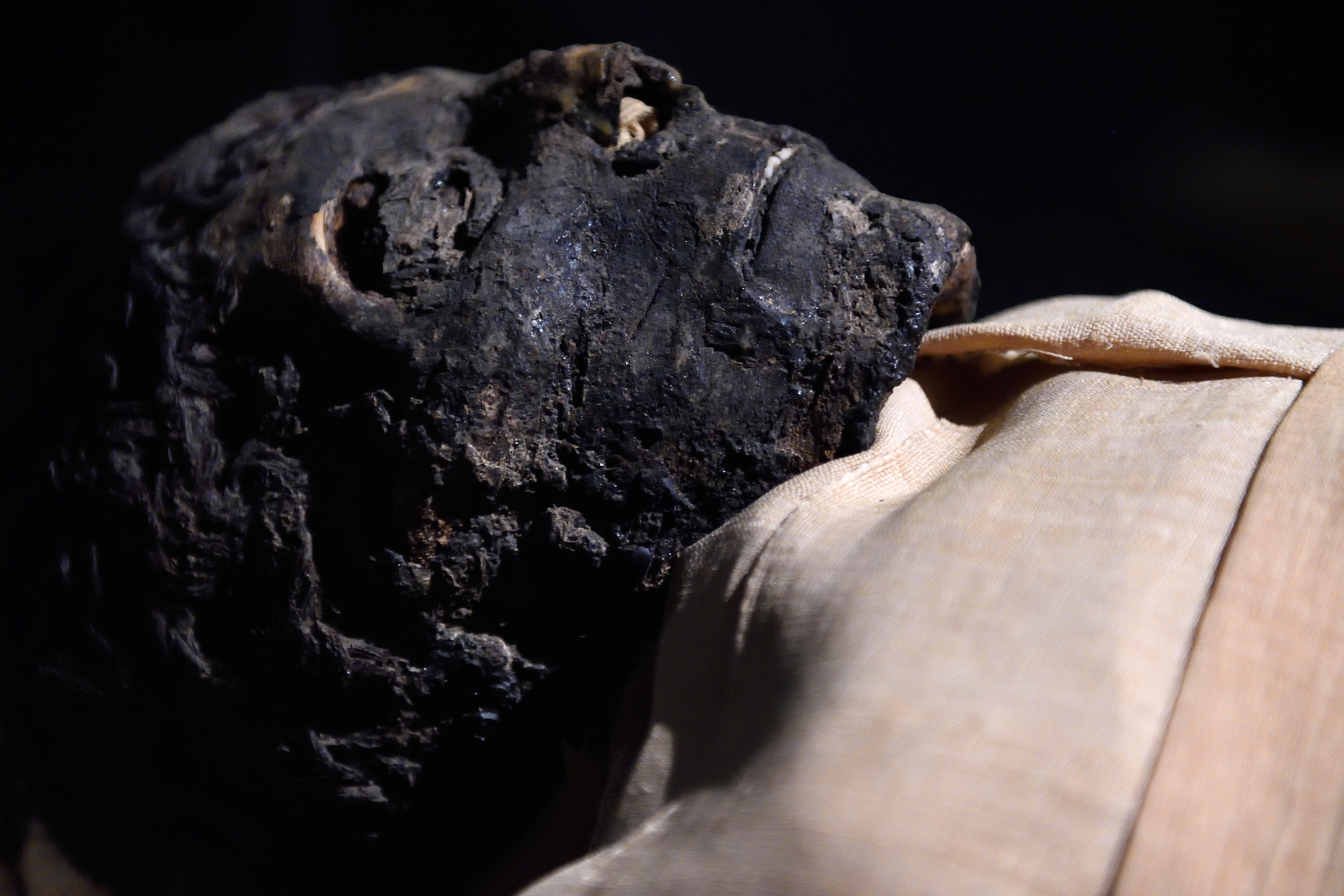
Mòmia d'Ahmose I.
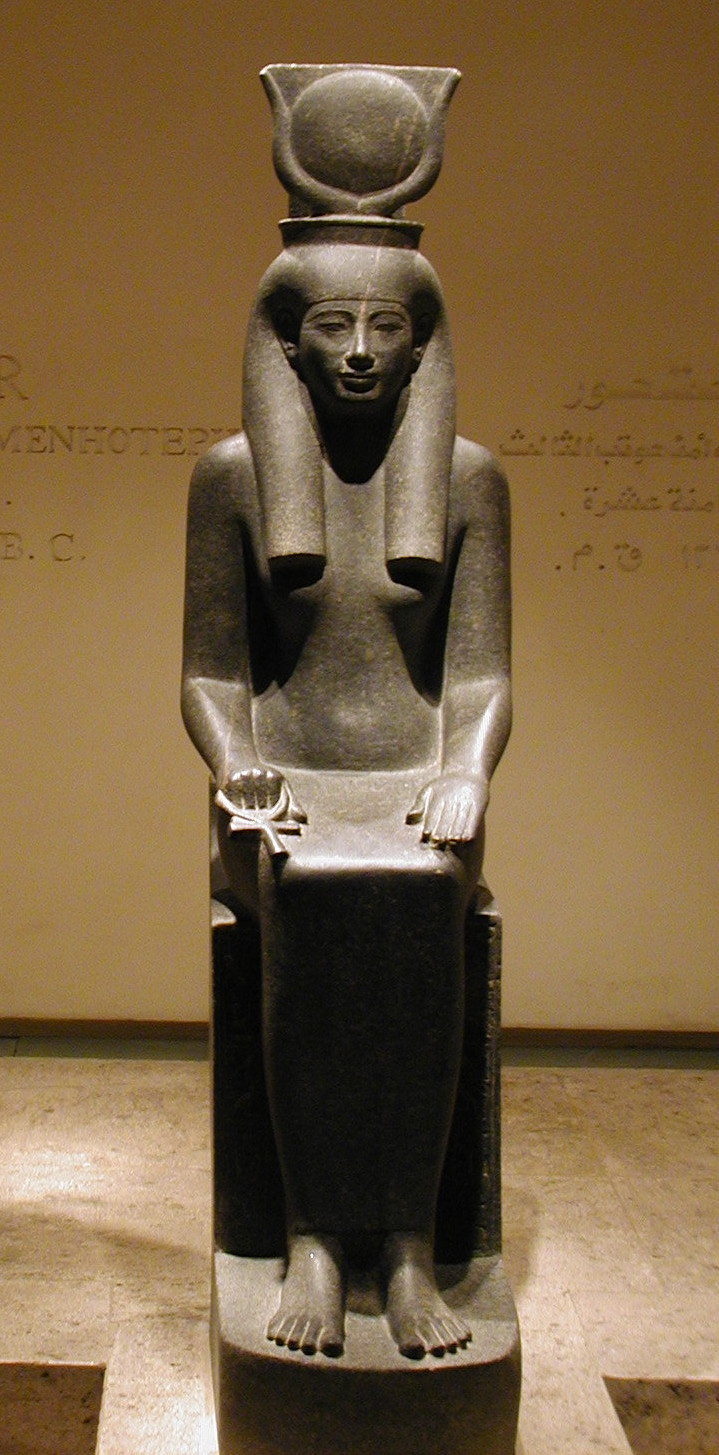
Estàtua de la deessa Hathor.